# Rincón de los Macedo
Rincón de los Macedo är en ort i Mexiko.   Den ligger i kommunen Tamazula och delstaten Durango, i den centrala delen av landet, 900 km nordväst om huvudstaden Mexico City. Rincón de los Macedo ligger 567 meter över havet och antalet invånare är 121.
Terrängen runt Rincón de los Macedo är kuperad österut, men västerut är den bergig. Runt Rincón de los Macedo är det mycket glesbefolkat, med 5 invånare per kvadratkilometer. Närmaste större samhälle är Los Remedios, 5,3 km nordost om Rincón de los Macedo. I omgivningarna runt Rincón de los Macedo växer huvudsakligen savannskog.